# Publio Servilio Vatia Isaurico (console 48 a.C.)
Publio Servilio Vatia Isaurico (in latino Publius Servilius Vatia Isauricus; fl. 54-41 a.C.) è stato un politico romano.

## Biografia
Figlio dell'omonimo Publio Servilio Vatia Isaurico, ricoprì la carica di pretore nel 54 a.C. Sostenne Marco Porcio Catone Uticense, ma passò poi dalla parte di Gaio Giulio Cesare, assieme al quale fu console nel 48 a.C. Intervenne per placare i tumulti causati da Marco Celio Rufo e, nel 46 a.C., ottenne il governo della provincia d'Asia. Morto Cesare, Cicerone tentò di avvicinarsi a Servilio, che, invece, appoggiò Ottaviano, al quale promise in sposa la figlia (che poi Ottaviano rifiutò, per sposare Clodia Pulcra), e Marco Antonio. Nel 41 a.C. fu di nuovo console, e si comportò con grande prudenza nella fase del Bellum Perusinum.